# Amico Agnifili
Amico Agnifili o Agnifilo (Rocca di Mezzo, 1398 – L'Aquila, 9 novembre 1476) è stato un cardinale e vescovo cattolico italiano.
Fu vescovo dell'Aquila e venne creato cardinale da papa Paolo II nel concistoro del 18 settembre 1467. Le sue spoglie sono conservate nella cattedrale aquilana, in un sepolcro monumentale realizzato da Silvestro dell'Aquila.

## Biografia
Nacque a Rocca di Mezzo, in Abruzzo, da un'umile famiglia di pastori. Le notizie sulla sua vita sono assai scarne: secondo alcune fonti, la sua famiglia era denominata Coletta di Cecco, mentre solo in seguito adottò l'appellativo Agnifili (da Agniphilo, ossia «amico degli agnelli»), forse per mascherare le modeste origini. Insieme al cognome, Amico si dotò inoltre di uno stemma araldico raffigurante un agnello sormontato da un libro; di questo stemma è visibile ancora oggi una versione murata sul portale della casa natale in Largo dell'Annicola a Rocca di Mezzo.
Cominciò gli studi all'Aquila; all'età di quindici anni, si trasferì a Bologna presso l'Alma Mater Studiorum, dove fu allievo del giureconsulto Giovanni da Saliceto e, il 13 agosto 1426, conseguì la laurea in diritto canonico. In questo periodo ebbe anche modo di conoscere il futuro cardinale Domenico Capranica, nonché i futuri pontefici Enea Silvio Piccolomini (papa Pio II) e Pietro Barbo (papa Paolo II), l'amicizia dei quali gli consentì di far carriera nell'amministrazione pontificia. Pubblicò inoltre la sua prima opera, Consilium, conservata oggi presso la Biblioteca Apostolica Vaticana.
Tornato in Abruzzo, diventò canonico del Duomo dell'Aquila e poi arciprete di San Paolo di Barete. Su indicazione del Capranica divenne inoltre canonico in Santa Maria Maggiore a Roma.
Dopo la morte di Giacomo Donadei, su proposta di san Giovanni da Capestrano, il 23 maggio 1431 fu eletto vescovo dell'Aquila con cerimonia presso la chiesa di Santa Maria del Ponte; in quella occasione si dotò del cognome Agnifili. Nel capoluogo abruzzese, l'Agnifili si prodigò per restaurare la disciplina nell'arcidiocesi. Nel tentativo di pacificare due fazioni in guerra fra loro, invitò san Bernardino da Siena a predicare all'Aquila, dove il santo morì nel 1444; dopo una prima sepoltura nella chiesa di San Francesco a Palazzo, sostenne la realizzazione di una nuova basilica destinata ad ospitarne le spoglie e presiedette al suo processo di canonizzazione.
Fu particolarmente attivo, con san Giacomo della Marca e il già citato san Giovanni da Capestrano, in ambito sociale, promuovendo la realizzazione dell'Ospedale maggiore (1447) e l'istituzione del monte di Pietà (1468). Inoltre intervenne sul Duomo, soprattutto in seguito al sisma del 1461, ampliando la struttura e impreziosendola con opere di grande raffinatezza, tra cui una croce processionale ad opera di Nicola da Guardiagrele. A Rocca di Mezzo fece restaurare la chiesa di Santa Maria ad Nives dopo i saccheggi delle truppe di Braccio da Montone.
Durante l'episcopato aquilano, in virtù della sua fama, ebbe numerosi incarichi politici: nel 1433 fu legato pontificio all'incoronazione imperiale di Sigismondo di Lussemburgo e nel 1439 prese parte al Concilio di Firenze. Inoltre, fu nominato governatore della Provincia del Patrimonio (1440), rettore della città di Viterbo (1441), governatore di Spoleto (1447), Custode del Conclave del 1447 e quindi governatore di Orvieto (1447-1451), città che aveva ridotto all'obbedienza e aveva recuperato allo Stato della Chiesa.
All'elezione di papa Paolo II, suo allievo a Bologna, questo lo innalzò al cardinalato nel concistoro del 18 settembre 1467. Ricevette il titolo cardinalizio di Santa Balbina e, il 13 ottobre 1469, optò per quello di Santa Maria in Trastevere. Alla morte di Paolo II fu candidato a papa ricevendo, nel conclave del 3 agosto 1471 cui partecipò, quattro voti contro i nove del futuro pontefice Francesco della Rovere.
Il 31 marzo 1472 abdicò dalla carica di vescovo dell'Aquila in favore del nipote Francesco, noto referendario della Segnatura a Roma e governatore di Rieti e Terni. Alla morte improvvisa di Francesco, dal 20 agosto 1476 tornò nuovamente ad occupare la sede vescovile per un brevissimo lasso di tempo.
L'Agnifili morì, difatti, il 9 novembre dello stesso anno, venendo sepolto nella Cattedrale dei Santi Massimo e Giorgio, in un sepolcro monumentale realizzato da Silvestro dell'Aquila tra il 1476 ed il 1480.
Alla sua memoria è dedicato il Museo d'arte sacra di Rocca di Mezzo.

## Genealogia episcopale
La genealogia episcopale è:
- Vescovo Nicola Tartaglia
- Cardinale Amico Agnifili